# Crook, Cumbria
Crook är en by och en civil parish i Cumbria, England. Orten har 340 invånare (2001).